# 孟萨县
孟萨县，又作勐撒县，是缅甸掸邦下辖的一个县，县治孟萨。

## 历史
1950年初，一批中国国民党军队的残部从云南退入缅甸边境地区，在李弥将军的领导之下组建了云南反共救国军。1950年7月，被缅甸政府军赶出景栋的国军退到孟萨，并重整旗鼓，控制了以孟萨为中心的大片地区。1954年4月，缅甸军队攻克孟萨，云南反共救国军战败并被迫解散。

## 行政区划
孟萨县下辖1个镇区。
- 孟萨镇区